# Dürrlohsee
Der Dürrlohsee, auch Dürrlochspeicher oder Pumpspeicheranlage Dürrloh genannt, ist ein künstlich angelegtes Gewässer im bayerischen Regierungsbezirk Oberpfalz südlich von Mühlhausen im Flurstück Dürrloher Heide.

## Geographie
Der See liegt im fränkischen Jura einen Kilometer südlich von Mühlhausen in der Grundwassersohle des Zusammenflusses von Sulz und dem Roßbach auf einer Höhe von 415 m ü. NN. Im Norden steigt das Gelände steil zum 573 m hohen Schlüpfelberg an. Östlich verlaufen die Bundesstraße 299, die Sulz und der historische Ludwig-Donau-Main-Kanal. Unmittelbar südwestlich befindet sich die Schleuse Bachhausen des Main-Donau-Kanales, an den er sein Wasser abgibt; westlich schließen der Solarpark Bavaria und die Lände Mühlhausen an.

## Geschichte
Der Dürrlohsee wurde bereits im Mittelalter planmäßig als Dürrlochweiher für land- und fischwirtschaftliche Zwecke angelegt. Ursprünglich hatte er eine Fläche von 0,4 Hektar und war ausschließlich durch Niederschläge und Grundwasserzuflüsse gespeist. In den 1980er-Jahren wurde er im Zuge der Bauarbeiten der Südrampe des Main-Donau-Kanales nach Norden hin auf das fünfzigfache seiner Fläche erweitert. Seither wird er hauptsächlich mit Pumpwasser gefüllt. Am 25. September 1992 gingen die neuen Anlagen in den Regelbetrieb. 1995 wurde die Sohle zusätzlich asphaltiert und 1996 wieder geflutet.

## Heute
Der Dürrlohsee stellt heute an der Scheitelhaltung des Main-Donau-Kanals das für Schleusungen erforderliche Betriebswasser des Kanales sicher, an den er sein Wasser bei Kanalkilometer 115,5 über einen Ablaufkanal nahe dem Oberhaupt der Sparschleuse Bachhausen abgibt. Für die hierfür erforderlichen enormen Wassermengen reichen die natürlichen Zuflüsse nicht aus. Es wird deshalb zu Niedrigtarifzeiten (nachts und an Wochenenden bzw. in Zeiten negativer Strompreise) über die Südstrecke des Kanals zusätzliches Wasser aus dem Altmühl- und Donauraum her in den See gepumpt. Die Befüllung des Sees erfolgt aus der Haltung Berching über das Pumpwerk Bachhausen am Unterhaupt der dortigen Schleuse. Das Speichervolumen von ca. 2 Millionen Kubikmeter kann zu 85 % an den Kanal abgegeben werden. Mit dieser Wassermenge könnten eine Woche hinweg 16 Schleusungen pro Tag ohne Betrieb der Sparbecken erfolgen, ohne dass nachgepumpt wird. Dabei sinkt der Wasserspiegel vom Stauziel 415,5 m ü. NN auf das Absenkziel von 407,75 m ü. NN ab. 

Der See ist eingezäunt und steht wegen der großen Wasserstandsschwankungen und Gefährdung durch Sog für Wassersport- oder Badezwecke nicht zur Verfügung.